# Filòstrat de Colonos
Filòstrat de Colonos (en llatí Philostratus, en grec antic Φιλόστρατος) fou un orador grec del segle iv aC.
Demòstenes diu d'ell que era la persona que va dirigir l'acusació contra Càbries en el judici per la pèrdua d'Oropos, l'any 336 aC. Apareix també en altres judicis, i com a amic de Lísies, que podria ser el famós sofista del mateix nom.